# ستيغ إتش. يوهانسون
ستيغ إتش. يوهانسون (بالسويدية: Stig H. Johansson)‏ (و. 1945  م) هو مدرب الخيول، ورياضي سويدي.